# تتار سيبيريون
التتار السيبيريون (بالتتارية السيبيرية: Себер татарлар) هم شعب تركي ومجموعة عرقية يقيمون في سيبيريا الروسية المعاصرة (خانية سيبير السابقة). يتكلمون اللغة التتارية السيبيرية. لا ينبغي الخلط بينهم وبين تتار الفولغا وبين تتار القرم، فهم من نفس العرقية ولكن لهم تاريخ منفصل. وهم سكان غرب سيبيريا الأصليون.